# Sérgio Marakis
Sérgio Romeu Marakis (sinh ngày 11 tháng 11 năm 1991 ở Johannesburg, Nam Phi) là một cầu thủ bóng đá người Bồ Đào Nha thi đấu cho C.D. Nacional ở vị trí tiền vệ phòng ngự.